# Église Notre-Dame-et-Saint-Remacle de Spa
L’église décanale Notre-Dame-et-Saint-Remacle est un édifice religieux catholique sis au cœur de la ville de Spa, en Belgique. Bâtie en 1885 sur l’emplacement d’édifices antérieurs l’église est de style roman-rhénan et reflète dans son architecture et mobilier la prospérité que connaissait la ville de Spa à la fin du XIXe siècle. Elle est le principal lieu de culte de la paroisse catholique de Spa. 

## Histoire

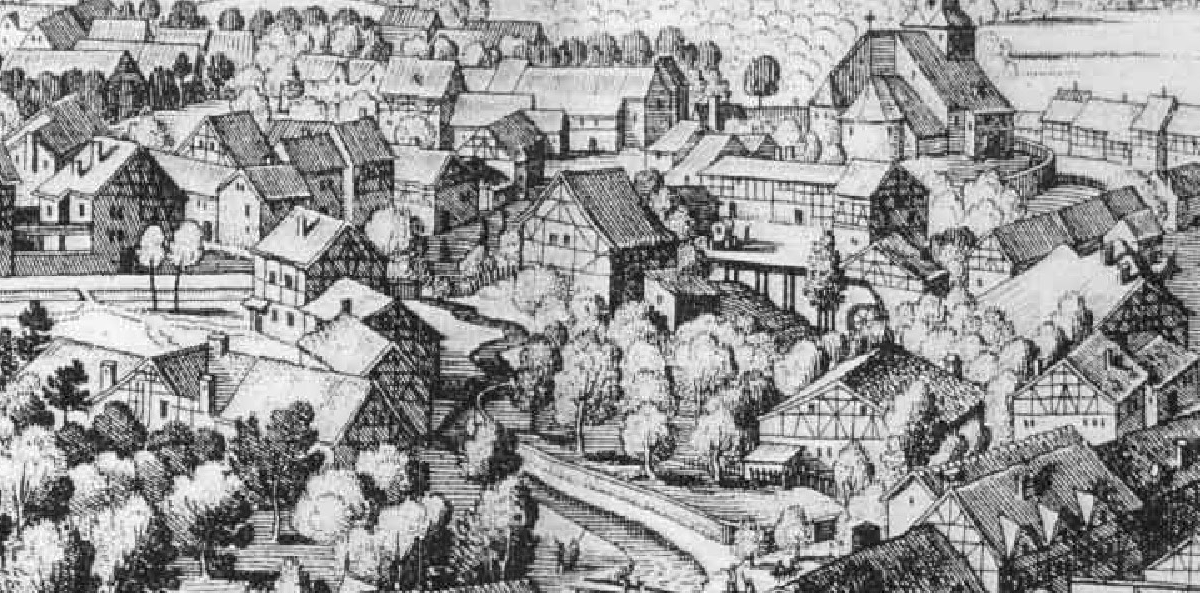
Ancienne gravure de Spa (église en haut à droite)

Bien que connue dès l’antiquité pour ses remarquables eaux la localité de Spa commence à attirer les étrangers à partir du XVIe siècle. Sa première chapelle date du début du XVe siècle, alors que le hameau dépend encore de Sart. La paroisse catholique de Spa est érigée en 1573 à la demande de la population qui voulait lutter contre l’influence grandissante du protestantisme véhiculé par les visiteurs étrangers.
L’église actuelle est construite en 1885 suivant les plans de l’architecte Eugène Charpentier. De style roman-rhénan, resté populaire dans l’ancienne principauté de Liège, elle fut consacrée le 2 octobre 1886 par Mgr Doutreloux, évêque de Liège. 
La reine Marie-Henriette de Belgique qui s’était retirée dans la ville thermale de Spa et y résidait en la Villa Royale, y mourut le 19 septembre 1902. Ses funérailles furent célébrées dans l’église Notre-Dame-et-Saint-Remacle.

## Description

### Extérieur
Une façade à deux étages est flanquée de deux tours carrées doublant sa hauteur. Sur la tour de gauche se trouve l’horloge. Au sol chacune des tours a son portail, la façade ayant, au centre, un double portail dont les tympans représentent le Christ ressuscité et la Vierge Marie sur son trône céleste. Sur le tympan du portail de la tour de gauche : saint Remacle avec le loup. Sur celui de droite: saint Hubert face au cerf portant la croix entre ses bois.

### Intérieur
- La semi-coupole de l’abside est décorée d’une large fresque, à la mode byzantine. Le Christ en gloire, avec le Père et le Saint-Esprit, a à ses côtés la Vierge Marie avec les saints Pierre, Jean-Baptiste et Remacle le désignant comme source de vie.
- Le maître-autel, la chaire de vérité, et les autels des chapelles du transept – en marbre de Botticino - sont œuvre du sculpteur anversois Pierre Peeters.
- Les transepts de droite et de gauche sont de grande dimension et aménagés en chapelles. Dans celui de droite se trouve l’important ‘mémorial’ de fondation de la confrérie du Très-Saint-Sacrement fondée en 1669, une composition décorative qui est œuvre du sculpteur liégeois Jean Delcour.
- Une ancienne et belle statue en bois polychrome de saint Remacle, datant du milieu du XVIe siècle, se trouve à l’intersection du transept droit et du sanctuaire. Elle appartient à la chapelle votive Leloup (également à Spa).
- Dans le transept de gauche se trouve un tableau l’Ascension du Christ’ qui est œuvre de l’artiste spadois Jean-Mathieu Nisen.
- Sur un pilier à droite du chœur se trouve une toile votive représentant le Christ en croix, accompagné de saint Roch et saint Sébastien. Datant de 1598 elle est œuvre de l’artiste liégeois Ramey.
- Le vitrail représentant Notre-Dame de Montaigu, qui se trouve derrière l’orgue, au jubé est un don de la reine Marie-Henriette de Belgique qui assistait régulièrement à la messe dominicale dans l’église.
- Dans la nef centrale, les piliers sont rehaussés d’imposantes statues qui sont œuvres du sculpteur Guillaume Evrard, disciple de Jean Delcour : ce sont saint Remacle, la Vierge Marie, saint Joseph portant l’enfant Jésus, saint Roch et l’ange gardien.
- Sur les quatre confessionnaux des bas-côtés furent sculptées des scènes bibliques invitant à la pénitence : (1) le fils prodigue réfléchissant, parmi les porcs dont il a la garde, (2) le même fils, repenti, accueilli par son père (Lc 15) (3) le roi David, pécheur, accuse par le prophète Nathan, (4) le même roi David faisant pénitence (1 Samuel 12).
- Les orgues sont de facture récente (1992), les anciennes orgues s’avérant irréparables.  Elles furent réalisées par la Manufacture d'orgues d'André Thomas (de) de Ster-Francorchamps.